# Frente de Liberación Nacional de Córcega
El Frente de Liberación Nacional de Córcega (en corso: Fronte di Liberazione Naziunale Corsu, FLNC) es una organización terrorista corsa que preconiza la formación de un Estado independiente en la isla de Córcega. Desde junio de 2014 la organización se encuentra inmersa en un proceso de desarme y abandono del terrorismo.
Nació de la unión de Ghjustizia Paolina y Fronte Paesanu Corsu di Liberazione.
Presente sobre todo en Córcega y algo menos en la Francia continental, en su período de actividad armada llevó a cabo aproximadamente un millar de asaltos, además de atentados con dinamita y robos a mano armada contra bancos, edificios públicos civiles y militares, estructuras turísticas y todo lo que estaba relacionado con el Gobierno francés en la isla.

## Fundación y objetivos
El FLNC se creó a partir de una fusión de "Ghjustizia Paolina" y el "Fronte Paesanu Corsu di Liberazione", las dos organizaciones armadas más grandes en Córcega. Es una rama del partido político A Cuncolta Independentista, que tenía miembros en la Asamblea de Córcega y algo de apoyo entre la población corsa.
El FLNC llevó a cabo sus primeros ataques la noche del 4 de mayo de 1976 con 21 bombas explotando en Ajaccio, Bastia, Sartène, Porto-Vecchio y otras ciudades de Córcega.
La mayoría de los objetivos eran edificios públicos y oficinas de agentes inmobiliarios. El 5 de mayo, el FLNC anunció formalmente su existencia cuando emitió un manifiesto bilingüe que también se atribuía la responsabilidad de los ataques de la noche anterior.
El manifiesto contenía seis demandas:
- El reconocimiento del derecho nacional del pueblo corso.
- La eliminación de todos los instrumentos del colonialismo francés, incluidos el Ejército francés y los "colonos" (continentales franceses que viven en la isla).
- La creación de un gobierno democrático popular que exprese la voluntad y las necesidades del pueblo corso.
- La confiscación de fincas "coloniales".
- Reforma agraria para cumplir las aspiraciones de los agricultores, trabajadores e intelectuales y librar al país de todas las formas de explotación.
- El derecho a la autodeterminación del pueblo corso.

En la década de 1990 comenzaron los conflictos y las disputas internas en el FLNC. Las distintas corrientes dentro de la organización llegaron incluso a enfrentarse en una "guerra abierta" en 1995, que acabó con 15 muertos y varios heridos.

## Abandono de la lucha armada
El 25 de junio de 2014, mediante un comunicado de 14 páginas, el FLNC anunció a varios medios de comunicación de Córcega su intención de abandonar la práctica de la lucha armada y el inicio de un "proceso de desmilitarización", así como una "salida progresiva de la clandestinidad".
El 1 de octubre de 2019 un video fue lanzado donde se muestran cinco presuntos militantes, donde leen un manifiesto con la finalidad de "querer reconstruir al FLNC", se descubrieron en Brando folletos similares al que anunciaba la reactivación del grupo. La Fiscalía antiterrorista ha abierto una investigación por “asociación delictiva terrorista” e “infracción de la legislación de armas en relación con una actividad terrorista”.